# Marta Zenoni
 (juillet 2017).
Si vous disposez d'ouvrages ou d'articles de référence ou si vous connaissez des sites web de qualité traitant du thème abordé ici, merci de compléter l'article en donnant les références utiles à sa vérifiabilité et en les liant à la section « Notes et références ».
Pour les articles homonymes, voir Zenoni.
Marta Zenoni (née le 9 mars 1999 à Bergame), est une athlète italienne, spécialisée dans les courses de demi-fond.

## Carrière
Elle est la deuxième plus jeune athlète italienne à être sacrée championne d'Italie (après Nicole Svetlana Reina (it) sur le 3000 m steeple en 2013 à 15 ans), en remportant le 800 m à Turin en 2015 à l'âge de 16 ans.
Elle est médaillée de bronze sur 800 mètres aux Championnats du monde d'athlétisme jeunesse 2015 à Cali.
Elle détient dans les catégories de jeunes onze records italiens dans 3 catégories différentes (3 juniors, 6 étudiants et 2 cadets), et sept titres nationaux.
Début 2025, elle remporte le 1 500 mètres du meeting de Luxembourg avec 4 min 3 s 59, ce qui bat le record national de Gabriella Dorio, qui datait de 1982.

## Palmarès
| Date | Compétition                       | Lieu      | Résultat | Épreuve | Temps         |
| ---- | --------------------------------- | --------- | -------- | ------- | ------------- |
| 2015 | Championnats du monde cadets      | Cali      | 3e       | 800 m   | 2 min 04 s 15 |
| 2019 | Championnats d'Europe espoirs     | Gävle     | 3e       | 1 500 m | 4 min 23 s 96 |
| 2019 | Championnats d'Europe par équipes | Bydgoszcz | 9e       | 1 500 m | 4 min 11 s 32 |
| 2021 | Championnats d'Europe espoirs     | Tallinn   | 2e       | 1 500 m | 4 min 14 s 50 |

## Records
| Épreuve | Temps         | Lieu       | Date         |
| ------- | ------------- | ---------- | ------------ |
| 800 m   | 2 min 01 s 91 | Bellinzone | 6 juin 2016  |
| 1 500 m | 4 min 3 s 00  | Bydgoszcz  | 20 juin 2024 |